# RU Водолея
RU Водолея (лат. RU Aquarii), HD 220515 — одиночная переменная звезда в созвездии Водолея на расстоянии приблизительно 1423 световых лет (около 436 парсеков) от Солнца. Видимая звёздная величина звезды — от +10,1m до +8,5m.

## Характеристики
RU Водолея — красный гигант, пульсирующая полуправильная переменная звезда типа SRB (SRB) спектрального класса M4/5III. Эффективная температура — около 3288 К.